# Jack Scalia
Jack Scalia, właściwie Giacomo Tomaso Tedesco (ur. 10 listopada 1950 w Brooklynie) – amerykański aktor i producent telewizyjny i filmowy, model, który zdobył sławę w latach 80. XX wieku.

## Życiorys

### Wczesne lata
Urodził się w Brooklynie w Nowym Jorku w rodzinie katolickiej. Jego rodzina była pochodzenia sycylijskiego i irlandzkiego. Jego ojciec, Rocky Tedesco, był zawodnikiem baseballu. Jego rodzice rozwiedli się, a gdy matka ponownie wyszła za mąż, jego nazwisko zostało zmienione na Scalia. Dorastał w Brentwood, gdzie w 1969 ukończył Brentwood High School, odnosząc niebywałe sukcesy w baseballu i piłce nożnej.

### Początki kariery
Reprezentował ligę Major League Baseball w klubie Montreal Expos, a w roku 1971 otrzymał stypendium sportowe federacji NAIA (National Association of Intercollegiate Athletics) na uniwersytecie w Ottawa, w stanie Kansas. Jednak poważne złamanie ramienia zakończyło szybko profesjonalną karierę sportową. W wieku młodzieńczym przechodził trudny okres z narkotykami i alkoholem.
W 1974 pracował fizycznie w fabryce Campbella w Sacramento. Za namową przyjaciela, w 1975 rozpoczął karierę modela w Jimmy Grimme Agency w San Francisco i prezentował stroje Armaniego w „L’Uomo Vogue”. Potem podpisał kontrakt z renomowaną Ford Modeling Agency w Nowym Jorku, reklamując męskie dżinsy firmy Jordache.

### Kariera ekranowa
Jego ambicje sięgały jednak o wiele dalej – w styczniu 1980 zaczął pobierać lekcje aktorstwa u Roberta X. Modie. Po raz pierwszy udało mu się wystąpić na srebrnym ekranie z Rockiem Hudsonem w dwóch produkcjach NBC: dramacie telewizyjnym Gwiezdny twórca (The Star Maker, 1981) i serialu Połączenie Devlin (The Devlin Connection, 1982). W filmie Barry’ego Levinsona Urodzony sportowiec (The Natural, 1984) na podstawie powieści Bernarda Malamuda z Robertem Redfordem, Glenn Close i Kim Basinger pojawił się jako miotacz z Cubs. Był detektywem porucznikiem Tony Monaco w telewizyjnym dreszczowcu ABC Amazonki (Amazons, 1984) w reż. Paula Michaela Glasera z Madeleine Stowe i Williamem Schallertem. Karierę na dużym ekranie zapoczątkował w dreszczowcu Miasto strachu (Fear City, 1984) obok Toma Berengera, Billy’ego Dee Williamsa i Melanie Griffith.
W melodramacie ABC Klub w kurorcie (Club Med, 1986) z Lindą Hamilton i Patrickiem Macnee zagrał postać rozwodnika pracującego w bajecznym kurorcie w Meksyku. Zachwycił rolami w telewizyjnych adaptacjach powieści Judith Krantz Tylko Manhattan (I'll Take Manhattan, 1987) i Łabędzi śpiew (Torch Song, 1993) oraz ekranizacjach książek Jackie Collins Lady Boss (1992) i Żony Hollywoodu: Nowe pokolenie (Hollywood Wives: The New Generation, 2004), po których porównywany był do „renesansowych młodzieńców malowanych przez Michała Anioła”. Kolejna telewizyjna rola to archeolog, imigrant i agent Tony Roselli w serialu detektywistycznym NBC Detektyw Remington Steele (1987) u boku Pierce’a Brosnana. W operze mydlanej CBS Dallas (1987, 1988, 1991) wcielił się w postać Nicholasa Pierce’a, ulegającego urokowi Sue-Ellen Ewing (Linda Gray) rywala J.R. Ewinga zarówno w kwestiach finansowych, jak i w miłości, zepchniętego z balkonu podczas walki z J.R. – powrócił jednak w sekwencji marzenia Sue-Ellen Ewing jako jej mąż. Za tę rolę był nominowany w 1989 roku do nagrody Soap Opera Digest.
Był na okładkach magazynów takich jak „Men’s Fitness” (w maju 1988), „Film” (w marcu 1989), „Katso!” (w styczniu 1990) i „Playgirl” (w styczniu 1990).
W 1994 wystąpił na scenie Burbage Theatre w Los Angeles jako Graziani w sztuce Paula Gillette’a Czerwona rzeka szczurza (Red River Rats), nominowanej do Nagrody Pulitzera.
Następnie został zaangażowany do roli nowojorskiego policjanta włoskiego pochodzenia, któremu towarzyszy niezwykle uzdolniony pies policyjny Dog z Bordeaux Tequila w serialu Tequila i Bonetti (Tequila and Bonetti, 1992) i we włoskim sequelu Nowe przygody Tequili i Bonettiego w Rzymie (Le Nuove Avventure de Tequila e Bonetti, 2000), gdzie zostaje oddelegowany do okręgu policyjnego Trevi w Rzymie, a jego służbowy czworonożny partner Tequila to mieszaniec goldena retrievera z bernardynem. Sympatię widzów zyskała jego rola agenta federalnego Chrisa Stampa, który rozpoczął sprawę z Ericą Kane i został postrzelany i zabity przez bandytę w operze mydlanej ABC Wszystkie moje dzieci (All My Children, 2001-2003). Postać ta zdobyła w 2002 roku nominację do nagrody Emmy.

## Życie prywatne
Był dwukrotnie żonaty; z Joan Rankin i byłą Miss Universum – Karen Baldwin, z którą ma dwie córki: Olivię (ur. 1987) i Jacqueline (ur. 1990).

## Filmografia

### Filmy fabularne
- 1982: Połączenie Devlin (The Devlin Connection III) jako Nick Corsello
- 1984: Miasto strachu (Fear City) jako Nicky Piacenza
- 1984: Urodzony sportowiec (The Natural) jako miotacz Cubs
- 1990: Szczelina (The Rift) jako Wick Hayes
- 1992: Plan zbrodni (Illicit Behavior) jako Mike Yarnell
- 1993: Zaloty (Amore!) jako Saul Schwartz
- 1995: Księga baśni (Storybook) jako ojciec Brandona
- 1996: Mroczna Rasa (Dark Breed) jako Nicholas ‘Nick’ Saxon
- 1996: Bezszelestni mordercy (The Silencers) jako Rafferty
- 1997: Pod przysięgą (Under Oath) jako Nick Hollit
- 1998: Ostatni krasnoludek (The Last Leprechaun) jako Henry Barridge
- 1998: Szarada śmierci (Charades) jako Barry
- 1998: Mel jako Bailey Silverwood
- 1998: Zniewolone twoje serce (Follow Your Heart) jako Scott Thompson
- 1998: Zamach stanu (Act of War) jako Jack Gracy
- 1998: Piekielna góra (Hell Mountain) jako Garrett
- 2000: Strefa zero (Ground Zero) jako Michael Brandeis
- 2001: Chłopięcy klub (Boys Klub) jako szef
- 2002: Zniweczone kłamstwa (Shattered Lies) jako Kaptan Sterling
- 2005: Taylor jako Mark Remick
- 2005: Red Eye jako William Keefe, zastępca sekretarza Departamentu Bezpieczeństwa
- 2005: Wyjście (Exit, film krótkometrażowy) jako Jack
- 2006: Zabójcze wody (Kraken: Tentacles of the Deep) jako Maxwell Odemus
- 2006: Miesiąc miodowy z Mom (Honeymoon with Mom) jako Nick
- 2006: Geniusz klubu (The Genius Club)  jako prezydent Halstrom
- 2006: Decydująca gra (End Game) jako prezydent
- 2007: Kończąc grę (Finishing the Game: The Search for a New Bruce Lee) jako agent 1
- 2008: Obywatel USA pochodzenia meksykańskiego (Chicano Blood) jako detektyw Samuel
- 2010: Czarna wdowa (Black Widow) jako Sean
- 2010: Czarny tulipan (The Black Tulip) jako pułkownik Williams
- 2012: Jersey Shore Shark Attack jako szeryf Moretti

### Filmy TV
- 1981: Gwiezdny twórca (The Star Maker) jako Vince Martino
- 1984: Amazonki (Amazons) jako porucznik Tony Monaco
- 1985: Inny wielbiciel (The Other Lover) jako Jack Hollander
- 1986: Klub w kurorcie (Club Med) jako O’Shea
- 1987: Detektyw Remington Steele: Steele, który byłby nie zmarł (Remington Steele: The Steele That Wouldn’t Die) jako Tony Roselli
- 1989: Wolf jako Tony Wolf
- 1990: Pod gruzami (After the Shock) jako Jack Thompson
- 1990: Dawca (Donor) jako doktor Eugene Kesselman
- 1990: Pierścień Skorpiona (Ring of Scorpio) jako Richard Devereaux
- 1991: Na tropie ojca (Runaway Father) jako John Payton
- 1991: Śmiertelne żądze (Deadly Desire) jako Frank Decker
- 1992: Lady Boss jako Lennie Golden
- 1992: Z zemstą (With a Vengeance) jako Mike Barcetti
- 1993: Wypadki miłości: Długa wyspa Lolita Historia (Casualties of Love: The Long Island Lolita Story) jako Joseph 'Joey' Buttafuoco
- 1993: Łabędzi śpiew (Torch Song) jako Mike Lanahan
- 1994: Zabójcza intryga (Shattered Image) jako Brian Dillon
- 1994: Mroczna obsesja (Shadow of Obsession) jako Carvella
- 1994: T-Force jako Jack
- 1994: Poza podejrzeniem (Beyond Suspicion) jako Det. Vince Morgan
- 1995: Tajemniczy kochanek (Tall, Dark and Deadly) jako Roy
- 1995: Autostrada nr 1 (P.C.H.) jako mąż Sereny
- 1995: Na celowniku (Pointman) jako Constantine ‘Connie’ Harper
- 1996: Sztuka cygara (The Art of the Cigar)
- 1996: Pokonać los (Everything to Gain) jako detektyw Michael DeMarco
- 1998: Zabójczy podstęp (Sweet Deception) jako Brett Newcomb
- 1999: Un Cane e un poliziotto jako Tommy
- 1999: Bezlitośni zabójcy (Silent Predators) jako Max Farrington
- 2004: Dallas – Pojednanie: Powrót do Southfork (Dallas Reunion: Return to Southfork) jako Nicholas Pearce (Joey Lombardi)
- 2004: Żony Hollywoodu: Nowe pokolenie (Hollywood Wives: The New Generation) jako Michael Scorsinni
- 2005: McBride: Ktoś tutaj zabił Marty? (McBride: Anybody Here Murder Marty?) jako Marty Caine
- 2007: Nuklearny huragan (Nuclear Hurricane) jako Rusty

### Seriale TV
- 1982: Połączenie Devlin (The Devlin Connection) jako Nick Corsello
- 1983: Szkolny występ (High Performance) jako Blue Stratton
- 1985: Berrengerowie (Berrenger's) jako Danny Krucek
- 1985: Hollywoodzki zwycięzca (Hollywood Beat) jako detektyw Nick McCarren
- 1987: Dallas jako Nicholas Pearce/Joey Lombardi
- 1987: Detektyw Remington Steele jako Tom Roselli
- 1987: Tylko Manhattan (I'll Take Manhattan) jako Rocco Cipriani
- 1988: Dallas jako Nicholas Pearce/Joey Lombardi
- 1989-90: Wolf jako Tony Wolf
- 1991: Dallas jako Nicholas Pearce
- 1991: Mistrzoowie afer (Stuntmasters) jako Gospodarz
- 1992: Tequila i Bonetti (Tequila and Bonetti) jako detektyw Nick Bonetti
- 1995: Na celowniku (Pointman) jako Constantine „Connie” Harper
- 1995: Dotyk anioła (Touched by an Angel) jako Max Chamberlain
- 1997: Zwolniony (Fired Up) jako Frank Reynolds
- 2000: Nowe przygody Tequili i Bonettiego w Rzymie (Le Nuove Avventure de Tequila e Bonetti) jako Nick Bonetti
- 2001-2003: Wszystkie moje dzieci (All My Children) jako Chris Stamp